# سنغ كر (علي أباد ملك)
سنغ کر (بالفارسية: سنگ کر) هي قرية تقع في إيران في قسم علي أباد ملك الريفي. يقدر عدد سكانها بـ 246 نسمة بحسب إحصاء 2016.